# Theux
Theux är en kommun i Belgien.   Den ligger i provinsen Liège och regionen Vallonien, i den östra delen av landet, 110 km öster om huvudstaden Bryssel. Antalet invånare är 11 935.
I omgivningarna runt Theux växer i huvudsak blandskog. Runt Theux är det ganska tätbefolkat, med 111 invånare per kvadratkilometer.